# 彻里 (燕只吉部)
彻里（1260年—1306年），又译阇里、彻理，元朝大臣，蒙古燕只吉台（燕只斤、也里吉斤）氏。马步军都元帅太赤曾孙。元成宗时中书平章政事。
曾祖太赤从成吉思汗攻金朝有功，家居徐州。至元十八年（1281年）受世祖忽必烈召见担任咨访，留侍左右，后擢升为利用监。经常以民情风俗上告。桑哥勾结党羽，贪污弄权，他上书进谏，忽必烈不听，命人殴打他。彻里坚持不屈。桑哥倒台后，彻里升为御史中丞。出为福建行省平章政事，参与镇压汀州、漳州反元起义军。元成宗大德元年（1297年），改任江南诸道行台御史大夫，担任江浙行省平章政事期间，主持疏浚吴淞江，解除平江路、嘉兴路、湖州路的水患。大德九年（1305年）召为中书省平章政事，去世时，家资不满二百缗。追封徐国公、武宁王，谥号忠肃。

## 延伸阅读
[在维基数据编辑]
 《元史/卷130》，出自宋濂《元史》
 《新元史/卷197》，出自柯劭忞《新元史》